# Copa de la Liga de Letonia
La Copa de la Liga de Letonia llamada Virslīgas Ziemas kauss fue una competición de fútbol que se disputaba en Letonia durante la pretemporada, antes del inicio del torneo de Virslīga que se disputaba entre 2013 y 2018. Era organizada por la Federación de Fútbol de Letonia.

## Lista de finales
Los resultados de las finales:
| Año  | Campeón    | Finalista        | Marcador        |
| ---- | ---------- | ---------------- | --------------- |
| 2013 | FC Daugava | FK Ventspils     | 3–0             |
| 2014 | Skonto FC  | FK Jelgava       | 3–2             |
| 2015 | Skonto FC  | FK Liepāja       | 3–1             |
| 2016 | FK Liepāja | FK Ventspils     | 1–0             |
| 2017 | FK RFS     | FK Liepāja       | Formato de Liga |
| 2018 | FK RFS     | Spartaks Jūrmala | 2-2(5-4)pen.    |